# Enric Crous-Vidal
Enric Crous Vidal (Lleida, 6 d'agost de 1908 – Noyon, França, 1987) va ser un dibuixant, tipògraf i dissenyador gràfic, que va formar part d'un col·lectiu avantguardista de ponent juntament amb Leandre Cristòfol, Manuel Viola i Antoni Garcia Lamolla, convertint-se posteriorment en un dels tipògrafs catalans més destacats, defensor de la Grafia Llatina en contra de la lletra germànica.
Els principals trets estilístics de Crous es troben en tota la seva obra, basada en la creació de formes sintètiques, dinàmiques, decoratives i absolutament personals.

## Biografia

Biografia infogràfica d'Enric Crous Vidal

Enric Crous Vidal va néixer a Lleida el 6 d'agost de 1908. Les seves Memòries ens indiquen que la seva família paternal prové d'Arbúcies (La Selva), i que el seu pare va ser paleta i més endavant capatàs de telèfons de la Mancomunitat de Catalunya a Ponts, on hi podria haver residit un temps. La família maternal prové de Lleida, "una família de la mitjana pagesia lleidatana molt coneguda i apreciada", tal com ell escriu en les seves "Memòries". L'exposició d'artistes lleidatans l'any 1912, com la fundació del Museu d'Art de Lleida (Museu d'Art Jaume Morera) van fer que, tot i la seva joventut, tingués un primer contacte amb noms com: Josep Benseny, Carlos de Haes, Xavier Gosé, Antoni Samarra, Baldomer Gili Roig, Jaume Morera, Prudenci Murillo o Manuel Villegas, entre d'altres, els quals van tenir influència en l'obra i pensament d'Enric Crous.
Un dels primers passos artístics va ser l'any 1929, quan es va celebrar la seva primera exposició individual al Casino Mercantil de la seva ciutat natal. Seguint el seu camí artístic, l'any 1930 publica el seu primer programa artístic de festa major, el qual va seguir publicant fins a l'any 1933. L'any 1931 es consolida com artista guanyant el certamen d'art i tècnica del Casino de Classes de Madrid, amb l'obra la Pantomima Bohèmia, l'exposició de l'obra va passar per Lleida i per les Galeries Laietanes de Barcelona. Aquest mateix any, crea l'agència de publicitat Studi Llamp, amb seu a les golfes del seu domicili.
Als voltants de 1933 fou un dels fundadors i el director literari i plàstic de la revista avantguardista "Art" (el primer número sembla clar que va aparèixer el 1933 i així s'indica en la penúltima pàgina) on criticava l'art tradicional i es presentava com el representant de les noves idees vingudes d'Europa. El mateix any també fou un dels impulsors del primer cineclub de Lleida i publicà el Tratado sintético de caligrafía, on Crous fa una ràpida i clara explicació sobre els traços cal·ligràfics que cal dominar per a poder desenvolupar la pròpia escriptura correctament. La Guerra Civil espanyola va aturar el seu recorregut artístic, ja que en el primer període, juntament amb AG Lamolla, fou salvaguardador de patrimoni a Lleida i l'Aragó, delegat de la Generalitat de Catalunya, i posteriorment fou tinent de l'exèrcit republicà. Aquest fet va provocar el seu posterior exili a França.
Un cop finalitzada va refer la seva vida a Montauban, on va ser contractat per restaurar rellotges de sol dels monuments afectats per la guerra. Al voltant de 1942 va ingressar a la Resistència francesa, moviment el qual s'oposava a la invasió alemanya, falsificant documentació durant la Segona Guerra Mundial. Finalitzada ja la guerra es va instal·lar a París, on va començar a treballar a la impremta Draeger, la qual va ser la seva escola professional. Amb el temps es va fer un lloc en el món del disseny gràfic, fet que aporta estabilitat a la seva vida i l'any 1947 es casa amb Denise-Madeleine Kohler, amb la qual s'estableix a la localitat de Boulogne-Billancourt i tenen un fill. Obre el seu propi estudi cap al 1950, on va començar a elaborar famílies tipogràfiques amb una gran divulgació durant els anys 50 i 60, tot defensant els criteris del grafisme llatí. El 1952 va arribar a realitzar una exposició tipogràfica a la parisenca Galeria Orsay. El 1954 es va convertir en el director artístic de la Fonderie Typographique Française, una empresa tipogràfica, gràcies a l'ajuda de Maximilien Vox, editor de la revista Caractère i fundador de l'Escola de Lure. Una d'elles va ser la tipografia Ilerda, que es creu que va ser inspirada en la silueta de la Seu Vella de Lleida. L'any 2008 l'ajuntament de la Paeria va regalar un CD amb aquesta tipografia en homenatge al centenari del naixement de Crous. Hi ha obra seva exposada al Museu d'Art Jaume Morera de Lleida. També creà la font tipogràfica Paris Flash.
A finals dels anys 60 es va començar a retirar del món de la tipografia, tot centrant-se més en el món de la pintura artística.
Se li va negar el retorn a Espanya 2 vegades, tot i que durant aquest temps va fer breus estades a Lleida. Va morir a Noyon, a França el 1987.

## Tipografies destacades

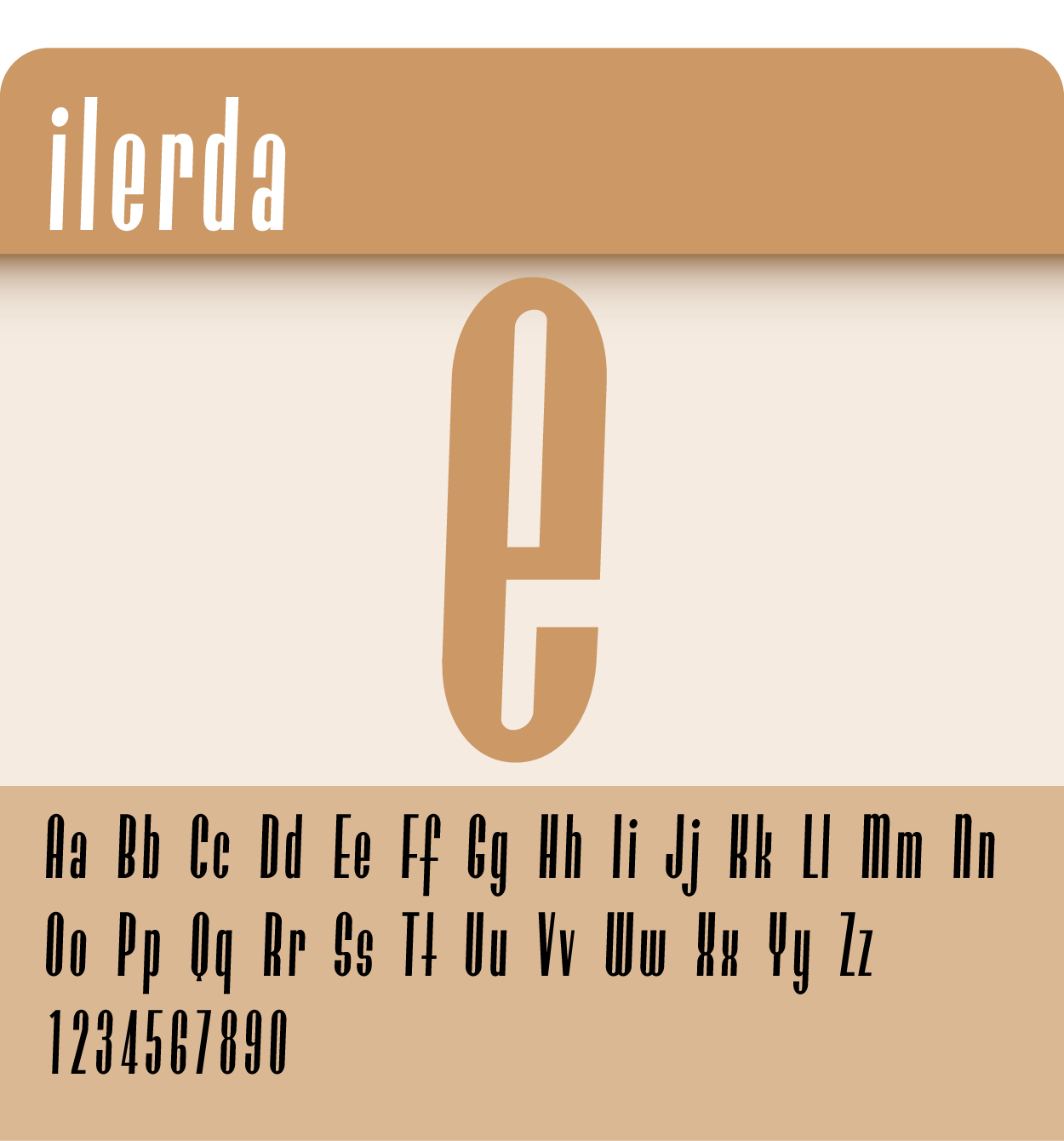
Tipografia ilerda

- Ilerda (1945) -coneguda a França com a Champs Elysées[9]
- Fugue d'Arabesques (1951)
- Les Catalanes (1952)
- Flash (1952)
- París (1952)
- France, (1959)
- Structura (1966), amb influències de la tipografia Futura de Paul Renner
- Île de France
- Flash

## Articles i publicacions teòriques
- Tractat sintètic de cal·ligrafia (anys 30)
- Doctrine et action
- Richesse de la graphie latine
- Grace et harmonie du graphisme latin et autres remarques

## Exposicions rellevants
- 1934- Galeries Laietanes, Barcelona
- 1934- Círculo de Bellas Artes, Madrid
- 1952- Galeria Orsay, París
- 2000- "Enric Crous-Vidal: de la publicitat a la tipografia". Museu d'Art Jaume Morera, Lleida
- 2008-2009 Crous Vidal i la Grafia Llatina. Museu d'Art Jaume Morera, Lleida. Comissariada per Raquel Pelta[10][11]